# Cotai
Cotai (en chino 路氹城) es un istmo que pertenece a la Región Administrativa Especial de 
 Macao,  China. Mediante grandes movimientos de tierra se fue ganando terreno al mar con lo que la extensión final ronda los 5,2 km². Se sitúa entre las islas de Taipa y Coloane y todavía no se le ha asignado una freguesia, la subdivisión tradicional de esta Región Administrativa Especial.
Su nombre proviene combinar la primera sílaba del nombre de las islas que une (Coloane y Taipa).
Tras el traspaso de Macao a China por parte de Portugal en (1999), comenzaron las obras de movimientos de tierra para expandir este pequeño istmo. La carretera "Estrada do Istmo" también fue remodelada y expandida. En 2003 y 2004, se comenzaron a construir en el itsmo hoteles, "resorts" de lujo y grandes casinos, siguiendo el ejemplo del "strip" de Las Vegas, El primer casino que se estableció en Cotai abrió sus puertas en mayo de 2006: el Galaxy Entertainment's Grand Waldo Casino. En la actualidad, sigue habiendo numerosos proyectos en marcha para la construcción de nuevos casinos y hoteles. En 2006 también se inauguró el MUST Hospital.
El puente "Flor de Lótus" conecta Cotai con la isla china de Hengqin.